# Décès en 838
Décès
- 834
- 835
- 836
- 837
- 838
- 839
- 840
- 841
- 842

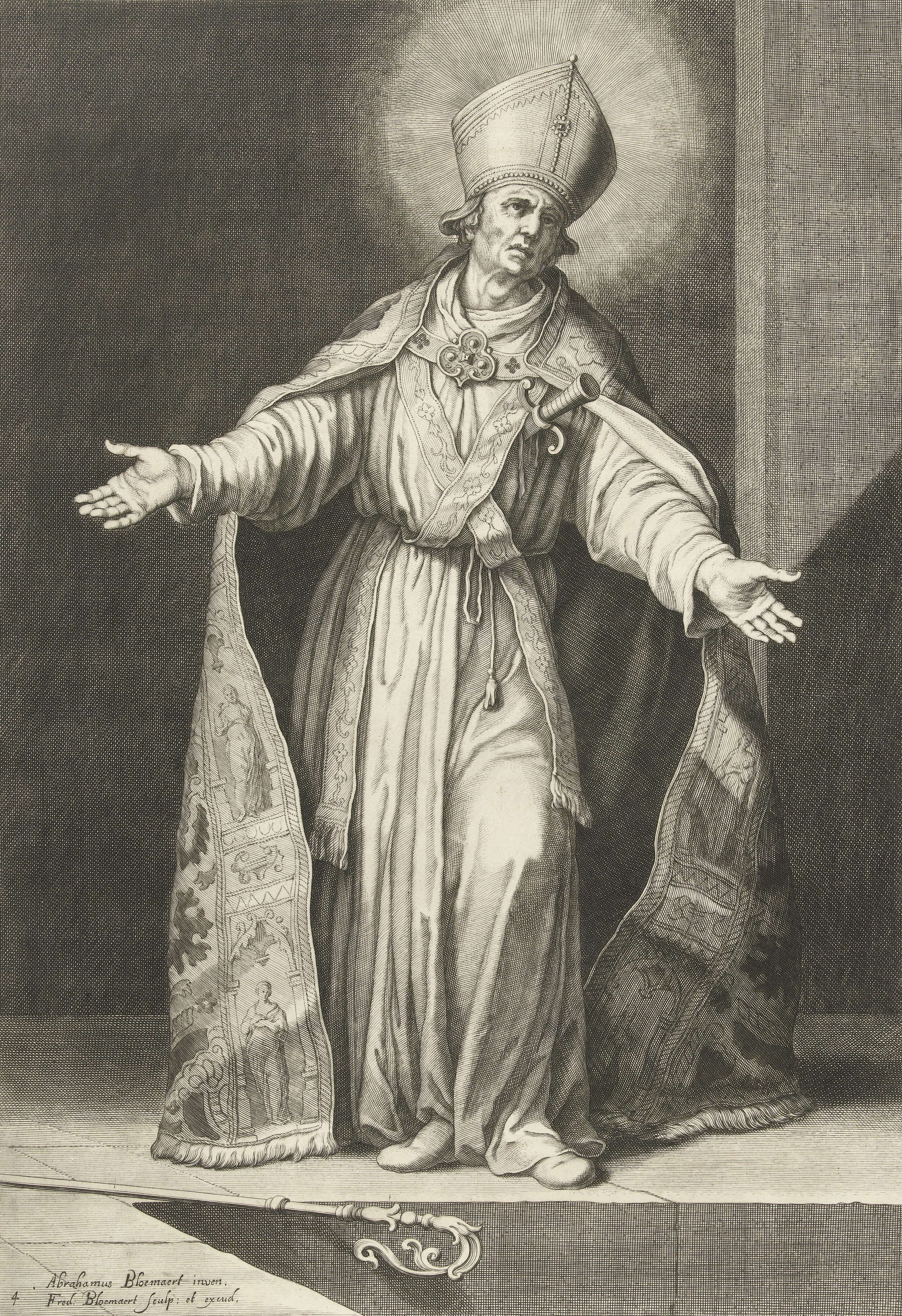
Frédéric d'Utrecht mort en 838.

Cette page dresse une liste de personnalités mortes au cours de l'année 838 :
- janvier : Babak Khorramdin, chef révolutionnaire perse.
- 10 juin : Ziyadat Allah I d'Ifriqiya, troisième Émir Aghlabides d'Ifriqiya.
- 18 juillet : Frédéric d'Utrecht, évêque d’Utrecht.
- 6 novembre : Li Yong (en), prince de la dynastie Tang.
- 13 décembre : Pépin Ier d'Aquitaine, carolingien, roi d'Aquitaine.

- Al-Abbas ibn al-Ma'mun, prince abbasside et général, fils du calife Al-Ma'mūn.
- Abou Oubeid al Allah Al Qassim Ibn Sallam, savant musulman.
- Eadhun (en), évêque de Winchester.
- Bran mac Fáeláin, roi de Leinster.
- Reginhar (en), évêque de Passau.
- Huigang de Silla (en), 43e roi de Silla.
- Tri Ralpachen, 41e souverain de la dynastie Yarlung.
- 'Ujayf ibn 'Anbasa, un des principaux généraux du califat abbasside sous les califes Al-Ma'mūn et Al-Muʿtas̩im.
- Willerich (en), évêque de Brême.

## Crédit d'auteurs
- Cet article est partiellement ou en totalité issu de l'article intitulé « 838 » (voir la liste des auteurs).